# Posició anatòmica estàndard

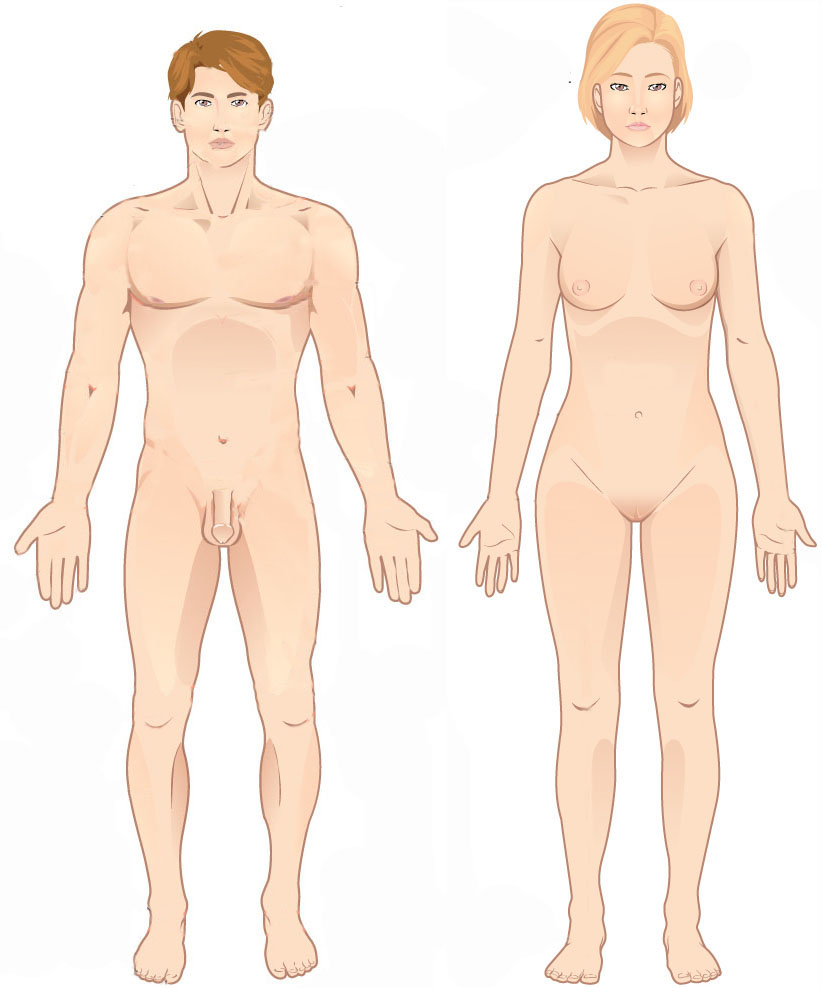
Posicions anatòmiques estàndard d'un home i una dona

Pel que fa als animals amb simetria bilateral, entre els quals s'inclouen els vertebrats, s'estableix que la posició anatòmica estàndard (o positura anatòmica estàndard) és aquella en què l'animal està parat, dret i mirant endavant.
Pel que fa als humans, la posició anatòmica estàndard segueix les pautes indicades per a la resta de vertebrats, però, com bípedes, inclou els següents elements: el cos erecte (a peu dret), amb la cap i coll també erectes, mirant al capdavant, cap endavant, amb els braços estesos cap avall, a cada costat del cos, amb els palmells de les mans donant cap endavant (avantbraços en supinació), les puntes dels dits mirant al capdavant, les cames esteses i lleument separades (en abducció), i els turmells i peus igualment estesos (de puntetes, amb la punta del peu assenyalant cap al front). Amb relació a la cara, aquesta queda mirant al capdavant. En aquesta posició, el ventre (palmell) de cada mà és de situació 'ventral' o anterior, mirant cap endavant, però la planta de cada peu (ventre) mira cap enrere i és de posició dorsal o posterior.